# Фотохостинг
Фотохо́стинг (англ.. photo hosting) — вебсайт, що дозволяє публікувати будь-які зображення (наприклад , цифрові фотографії) в Інтернеті. Будь-яка людина, що має доступ до Інтернету, може використовувати фотохостинги для розміщення, зберігання і показу зображень іншим користувачам мережі .
Основна перевага, яку надає фотохостинг користувачам — зручність демонстрації фотографій. При розміщенні на фотохостингу, кожному фото присвоюється унікальний адреса — URL. Автор знімку може легко поділитися гіперпосиланням, що веде на фотографію, з будь-якою людиною, що має доступ до Інтернету, за допомогою електронної пошти або IM, а також розмістивши її на своєму сайті або блозі.
Іноді такий сервіс вимагає реєстрації користувача, пропонуючи натомість збільшення максимального розміру файлу, що завантажується, а також надаючи різні платні медіауслуги (друк фотографій і пр).
В США бум відкриття хостингів картинок почався досить давно. Інтерес до фотохостинг був викликаний розквітом інтернет- аукціонів . Оскільки для розміщення лота були потрібні фотографії, ці сервіси стали затребувані.

## Українські Фотохостинги
Kept.com.ua [Архівовано 23 червня 2019 у Wayback Machine.]- Український фотохостинг, Розміщений в мережі UA-IX